# Ески джамия (Стара Загора)
Вижте пояснителната страница за други значения на Ески джамия.
Ески джамия, позната и като Джамия на Хамза бей, е средновековна сграда в центъра на Стара Загора, служила за джамия, а понастоящем – за Музей на религиите.
Направени през 2009 – 2011 г. под пода на джамията археологически разкопки сочат, че в далечното минало на нейно място е имало тракийско светилище, светилище от римската епоха, посветено на Тракийския конник, а след това, през Х в. е издигната еднокорабна гробищна църква в средновековния некропол на града. Арабски каменен надпис над вътрешната врата на сегашното здание съобщава:
| „ | Пророкът, мир нему, казва: „Който изгради джамия за Господа, за него Бог изгражда дом в рая." Построяването на тази благословена джамия завърши по време на царуването на достойния, всеподкрепен, всепобеден султан на исляма и на мюсюлманите, сянка на всевишния Бог на световете, владетел емир Сюлейман, син на Баязид, син на Мурад хан – да бъде вечно царството му, – на великолепния емир, земна сянка на Господа, величие на държавата и на религията, (от) Хамза бей – нека Бог му продължи щастието. Завършването на строежа стана в края на годината осемстотин и единадесета (1408 – 1409 г. от Р.Х.). | “ |

Хамза бей явно е бил османски управител на Стара Загора в началото на XV в. Забележително е, че сградата е издигната по негово нареждане през размирното време на меджуособни борби за престола (1402 – 1413 г.). Тя представлява „една от най-важните ранноосмански еднокуполни джамии". Сградата в план представлява квадратен молитвен салон и преддверие от север. Точно срещу входа, в дебелината на южната стена е оформена нишата на михраба. Квадратната молитвена зала е покрита с величествен купол с диаметър 17,47 м. От архитектурна гледна точка, джамията е уникална за времето си поради факта, че огромния купол не стъпва върху междинни подпори, а е носен единствено от стените на молитвения салон. Ески джамия е втори по големина представител на еднокуполните джамии, след тази в град Мудурну в Северозападна Анатолия, построена от Баязид I Йълдъръм през 1388 г.. От източната страна на Ески джамия, в непосредствена близост се е издигала турска баня (хамам), по аналогичен начин както при джамията в Мудурну. В по-късен етап, на северната страна на Ески джамия е построено преддверие, покрито с три малки купола. То е оформено с малко централно помещение срещу входа към молитвения салон и две странични помещения. Върху северозападния ъгъл на молитвения салон се е издигало минарето на джамията, което в средата на 80-те години на 20 век е разрушено поради опасност от саморазрушаване.
През 2001 г. при сондажни археологически проучвания в молитвения салон са разкрити основите на средновековна християнска църква. Тя е еднокорабна, едноапсидна и е била изградена към втората половина на Х – началото на ХІ в. Църквата е била в руини, когато започва строежа на джамията в началото на ХV в.
През 1856 г. джамията е силно повредена от пожар. Изпълнената в бароков стил орнаментална стенопис по вътрешните ѝ стени датира най-вероятно от 1859 – 1860 г. От това време е и дървената галерия, издигната в молитвения салон, непосредствено над входната врата. Ески джамия е една от малкото запазили се постройки при опожаряването на Стара Загора от Централната османска армия в хода на Руско-турската освободителна война (1877) и единствената оцеляла до наши дни. След Освобождението (1878) за известно време е използвана като църква, а впоследствие отново става мюсюлмански молитвен дом. Затворена е за основна реставрация от Националния институт за паметниците на културата, приключила през 1976 г. След насилственото преименуване на българските турци (1985) минарето ѝ е разрушено и полумесецът е махнат от купола ѝ. През 2008 – 2013 г. зданието ѝ е повторно реставрирано с безвъзмездна финансова помощ от Европейския съюз и превърнато в Музей на религиите.

## Изследвания
- Kiel, M. Some Early Ottoman Monuments in Bulgarian Thrace: Stara Zagora, Jambol and Nova Zagora. – Belleten (Türk Tarih Kurumu), 38, 1974, 636 – 644
- Татарлъ, И. Турски култови сгради и надписи в България. С., 2003, 26 – 34, 114